# 椽木站
椽木站（韓語：연목역）是朝鮮民主主義人民共和國慈江道松源郡松源邑的一個鐵路車站，属于满浦线。

## 历史
- 1936年12月1日，开通使用。

## 邻近车站
满浦线
价古青年站 - 椽木站 - 津坪站